# Cattedrali in Montenegro
Questa è una lista delle cattedrali presenti in Montenegro.

## Cattedrali cattoliche
| Cattedrale                                                        | Arcidiocesi o Diocesi                                           | Località | Dedicazione           | Immagine |
| ----------------------------------------------------------------- | --------------------------------------------------------------- | -------- | --------------------- | -------- |
| Cattedrale dell'Immacolata Concezione Katedrala Bezgrešnog Začeća | Arcidiocesi di Antivari                                         | Antivari | Maria                 |          |
| Concattedrale di San Pietro Konkatedrala Svetog Petra Apostola    | Arcidiocesi di Antivari                                         | Antivari | San Pietro            |          |
| Cattedrale di San Trifone Katedrala Svetog Tripuna                | Diocesi di Cattaro                                              | Cattaro  | San Trifone           |          |
| Cattedrale di San Giovanni Katedrala Svetog Ivana                 | Diocesi soppressa di Budua (ora parte della diocesi di Cattaro) | Budua    | San Giovanni Battista |          |

## Cattedrali ortodosse (Chiesa ortodossa serba)
| Cattedrale              | Arcidiocesi o Diocesi                    | Località  | Dedicazione           | Immagine |
| ----------------------- | ---------------------------------------- | --------- | --------------------- | -------- |
| Cattedrale di Podgorica | Metropolia del Montenegro e del Litorale | Podgorica | Gesù                  |          |
| Cattedrale di Nikšić    | Metropolia di Montenegro e del Litorale  | Nikšić    | San Basilio di Ostrog |          |